# Comuna Ruse, Ruse
Ruse (în bulgară Русе) este o comună în regiunea Ruse, Bulgaria, formată din orașele Ruse și Marten și satele Băzăn, Cervena Voda, Dolno Ablanovo, Hotanța, Iastrebovo, Nikolovo, Prosena, Sandrovo, Semerdjievo, Tetovo, Basarbovo și Novo Selo. 

## Demografie
Componența etnică a comunei Ruse
     Romi (1,02%)
     Turci (7,45%)
     Bulgari (81,95%)
     Nicio identificare (8,85%)
     Altele (0,71%)
La recensământul din 2011, populația comunei Ruse era de 167.585 locuitori. Din punct de vedere etnic, majoritatea locuitorilor (81,95%) erau bulgari, existând și minorități de turci (7,45%) și romi (1,02%). Pentru 8,85% din locuitori nu este cunoscută apartenența etnică.